# 권총 (1413년)
권총(權聰, 1413년 ~ 1480년)은 조선의 문신이다. 본관은 안동(安東)이다. 태종의 셋째딸 경안공주와 길창군(吉昌君) 권규의 아들이며, 권근의 손자이다.

## 생애
부모를 일찍 여의고 외할아버지인 태종에 의해 궁중에서 자랐다. 1436년(세종18) 관비를 첩으로 삼은 죄로 귀양을 갔고 뒤이어 궁녀 선금(善金)을 첩으로 삼아 대신들의 탄핵을 받았으나 세종은 더 이상의 죄를 묻지 않았다. 이후 형 권담이 임종을 맞으면서 이혼한 처 정씨에게서 낳은 딸 권영금에게 노비를 나누어 줄 때 권총은 백부 권제와 함께 증인이 되었다. 이 일로 권총은 파직되었으나 이듬해 세종의 명으로 관작이 회복되었다. 1444년 양모가 경상도 성주(星州)에 있다는 이유로 권총이 그 고을의 수령이 되기를 희망하자 세종은 그를 진주목사에 제수하려 했으나 대신들이 반대한 기록이 있다. 성종 때에는 지중추부사의 벼슬에 올랐고 68세의 나이로 죽었다.

## 평가
조선왕조실록에서는 권총을 평가하기를, 부유한 집에서 자라 마음에 병이 있어 하는 짓이 망령될 때가 많았다고 적고 있다.

## 가족
- 할아버지 : 권근(權近)
  - 백부 : 권제(權踶)
    - 사촌동생 : 권람(權擥)

  - 아버지 : 권규(權跬)
  - 어머니 : 경안공주
    - 형님 : 권담(權聃)
      - 조카 : 권영금(權英今)

- 외조부 : 태종
- 외조모 : 원경왕후 민씨
  - 외숙부 : 양녕대군
  - 외숙모 : 광산 김씨
  - 외숙부 : 효령대군
  - 외숙모 : 해주 정씨
  - 외숙부 : 세종
  - 외숙모 : 소헌왕후 심씨
  - 외숙부 : 성녕대군
  - 외숙모 : 창녕 성씨
  - 이모 : 정순공주
  - 이숙 : 이백강
  - 이모 : 경정공주
  - 이숙 : 조대림
  - 이모 : 정선공주
  - 이숙 : 남휘

## 참고 자료
- 권총 - 한국학중앙연구원